# Comuna Balatina, Glodeni
Comuna Balatina este o comună din raionul Glodeni, Republica Moldova. Este formată din satele Balatina (sat-reședință), Clococenii Vechi, Lipovăț, Tomeștii Noi și Tomeștii Vechi.

## Demografie
Conform datelor recensământului din 2014, comuna are o populație de 4.803 locuitori. La recensământul din 2004 erau 5.637 de locuitori.

## Administrație și politică
Componența Consiliului local Balatina (13 consilieri), ales la 5 noiembrie 2023, este următoarea:
|  | Partid                                        | Consilieri | Componență | Componență | Componență | Componență | Componență | Componență | Componență | Componență |
|  | --------------------------------------------- | ---------- | ---------- | ---------- | ---------- | ---------- | ---------- | ---------- | ---------- | ---------- |
|  | Partidul Dezvoltării și Consolidării Moldovei | 8          |            |            |            |            |            |            |            |            |
|  | Partidul Socialiștilor din Republica Moldova  | 4          |            |            |            |            |            |            |            |            |
|  | Partidul Acțiune și Solidaritate              | 1          |            |            |            |            |            |            |            |            |